# Cô gái trên cây chổi
Cô gái trên cây chổi (tiếng Séc: Dívka na koštěti/Cô gái trên cán chổi) là một bộ phim hài hước, có yếu tố giả tưởng của đạo diễn Václav Vorlíček, ra mắt lần đầu năm 1972.

## Diễn viên
- Petra Černocká trong vai Saxana
- Jan Hrušínský trong vai Honza Bláha
- Jan Kraus trong vai Miky Rousek
- František Filipovský trong vai Rousek
- Vladimír Menšík trong vai Upír v.v. (ma cà rồng, người gác cổng)
- Vlastimil Zavřel trong vai Bohouš Adámek
- Michal Hejný trong vai Čenda Bujnoch
- Stella Zázvorková trong vai Vondráčková
- Míla Myslíková trong vai Bláhová
- Josef Bláha trong vai Ředitel čarodějnické školy (Hiệu trưởng trường phù thủy)
- Jiří Lír trong vai Učitel botaniky (Giáo viên Botany)
- Jaromír Spal trong vai Bláha

## Ê-kíp
- Chỉ đạo nghệ thuật: Bohumil Nový
- Thiết kế sản xuất: Oldrich Bosák
- Dựng cảnh: Eva Slívová
- Phục trang: Theodor Pistek
- Âm thanh: Jirí Hora

## Vinh danh
- Liên hoan phim Khoa học viễn tưởng Quốc tế Trieste - Ý (1972)